# Mauloo
Mauloo is een bestuurslaag in het regentschap Sikka van de provincie Oost-Nusa Tenggara, Indonesië. Mauloo telt 786 inwoners (volkstelling 2010).